# Trofeul Carpați (handbal feminin) - Ediția a 46-a
Competiția din 2013 reprezintă a 46-a ediție a Trofeului Carpați la handbal feminin pentru senioare, turneu amical organizat anual de Federația Română de Handbal cu începere din anul 1959. Ediția din 2013, la care au luat parte patru echipe naționale, a fost găzduită de Sala Polivalentă din orașul Craiova și s-a desfășurat între 22-24 martie 2013. Câștigătoarea turneului a fost selecționata „România A”.

## Echipe participante

### România
Pentru meciurile ediției din 2013, România a fost reprezentată de două echipe naționale. Gheorghe Tadici, selecționerul naționalei de senioare a României, a convocat un lot lărgit cuprinzând 30 de jucătoare, iar acest lot a fost împărțit în două echipe, „România A” și „România B”. Componența celor două echipe s-a schimbat în fiecare meci. „România A” a fost condusă de pe banca tehnică de principalul Gheorghe Tadici, iar „România B” de secundul Bogdan Burcea. Din lotul de 30 de jucătoare nu a făcut parte nicio handbalistă de la CS Oltchim Râmnicu Vâlcea.

#### Lotul convocat
| Portari - Denisa Dedu (Corona Brașov) - Mirela Nichita (HC Dunărea Brăila) - Mihaela Smedescu (HCM Baia Mare) - Talida Tolnai (Üsküdar BSK) Extreme dreapta - Laura Chiper (Corona Brașov) - Andreea Cruceanu (CSM București) - Carmen Gheorghe (HC Danubius Galați) - Aneta Pîrvuț (HCM Baia Mare) Extreme stânga - Nicoleta Dincă („U” Jolidon Cluj) - Cristina Florica (SCM Craiova) - Ana Maria Tănasie (HC Zalău) Pivoți - Raluca Agrigoroaie (HCM Roman) - Crina Pintea (HC Zalău) - Daniela Rațiu (Corona Brașov) - Timea Tătar (HCM Baia Mare) | Coordonatori - Ana Maria Apipie (SCM Craiova) - Daniela Băbeanu (SCM Craiova) - Luciana Marin (HCM Roman) - Laura Oltean (HCM Baia Mare) Intermediari dreapta - Melinda Geiger (HCM Baia Mare) - Janina Luca (CSM Ploiești) - Adriana Țăcălie (Corona Brașov) - Roxana Varga (HC Zalău) Intermediari stânga - Eliza Buceschi (HCM Baia Mare) - Diana Druțu (Corona Brașov) - Alexandra Gogoriță (SCM Craiova) - Alina Horjea (HC Dunărea Brăila) - Roxana Joldeș (HCM Roman) - Gabriela Mihalschi (CSM București) - Gabriela Perianu (HC Dunărea Brăila) |

### Spania
Jorge Dueñas, antrenorul echipei naționale a Spaniei, a ales următorul lot pentru Trofeul Carpați:

#### Lotul convocat
| Portari - Silvia Navarro (Oltchim Râmnicu Vâlcea) - Cristina González (Cleba-León) - María Muñoz (Mios Biganos) Extreme dreapta - Marta López (Fleury Loiret) - Carmen Martín (RK Krim Mercator) Extreme stânga - Ana Martínez (CB Elche Mustang) - Tiddara Trojaola (Ro'Casa ACE) Pivoți - Silvia Ederra (Bera Bera) - Elizabeth Chávez (OGC Nice Handball) | Coordonatori - Beatriz Escribano (OGC Nice Handball) - Beatriz Fernández (Fleury Loiret) Intermediari dreapta - Patricia Elorza (Bera Bera) - Mireya González (Mios Biganos) Intermediari stânga - Alexandrina Barbosa (Oltchim Râmnicu Vâlcea) - Lara González (Metz Handball) - Marta Mangué (Fleury Loiret) |

### Germania
Heine Jensen, antrenorul echipei naționale a Germaniei, a ales următorul lot pentru Trofeul Carpați:

#### Lotul convocat
| Portari - Katja Schülke (HC Leipzig) - Clara Woltering (Budućnost Podgorica) Extreme dreapta - Marlene Zapf (Bayer Leverkusen) Extreme stânga - Natalie Augsburg (HC Leipzig) Pivoți - Anja Althaus (Thüringer HC) - Anne Müller (HC Leipzig) | Coordonatori - Christine Beier (Frankfurter HC) - Kim Naidzinavicius (Bayer Leverkusen) - Kerstin Wohlbold (Thüringer HC) Intermediari dreapta - Anne Hubinger (HC Leipzig) - Isabell Klein (Buxtehuder SV) - Susann Müller (RK Krim Mercator) Intermediari stânga - Angie Geschke (Våg Vipers) - Saskia Lang (HC Leipzig) - Nadja Nadgornaja (Thüringer HC) - Laura Steinbach (Bayer Leverkusen) |

## Partide
Partidele s-au desfășurat pe durata a trei zile, între 22-24 martie 2013, în Sala Polivalentă din Craiova. Prețul unui bilet de intrare a fost de 10 lei pentru o zi (două meciuri zi). Partidele au fost transmise în direct de posturile de televiziune Digi Sport România.
| 22 martie 2013 16:00 | Germania | 27 - 23 | Spania   | Sala Polivalentă, Craiova |
| 22 martie 2013 16:00 | Zapf 10  | (16-8)  | Martín 7 | Sala Polivalentă, Craiova |
| 22 martie 2013 16:00 | 4×       |         | 2×       | Sala Polivalentă, Craiova |

| 22 martie 2013 18:00 | România A       | 34 - 25 | România B         | Sala Polivalentă, Craiova |
| 22 martie 2013 18:00 | Geiger, Marin 6 | (16-13) | Buceschi, Tătar 4 | Sala Polivalentă, Craiova |
| 22 martie 2013 18:00 |                 |         |                   | Sala Polivalentă, Craiova |

| 23 martie 2013 11:15 | România B  | 25 - 25 | Spania   | Sala Polivalentă, Craiova |
| 23 martie 2013 11:15 | Buceschi 7 | (16-13) | Martín 5 | Sala Polivalentă, Craiova |
| 23 martie 2013 11:15 | 2×         |         | 2×       | Sala Polivalentă, Craiova |

| 23 martie 2013 13:15 | România A | 24 - 24 | Germania     | Sala Polivalentă, Craiova |
| 23 martie 2013 13:15 | Țăcălie 7 | (13-14) | Nadgornaja 9 | Sala Polivalentă, Craiova |
| 23 martie 2013 13:15 | 1×        |         | 4×           | Sala Polivalentă, Craiova |

| 24 martie 2013 11:00 | România B | 25 - 29 | Germania     | Sala Polivalentă, Craiova |
| 24 martie 2013 11:00 | Horjea 11 | (12-14) | Nadgornaja 6 | Sala Polivalentă, Craiova |
| 24 martie 2013 11:00 | 1×        |         | 2×           | Sala Polivalentă, Craiova |

| 24 martie 2013 13:00 | România A | 30 - 23 | Spania     | Sala Polivalentă, Craiova Asistență: 1.000 Arbitri: Barcan, Ciurea |
| 24 martie 2013 13:00 | Țăcălie 7 | (11-14) | Barbosa 10 | Sala Polivalentă, Craiova Asistență: 1.000 Arbitri: Barcan, Ciurea |
| 24 martie 2013 13:00 | 1× 3×     |         | 1× 3×      | Sala Polivalentă, Craiova Asistență: 1.000 Arbitri: Barcan, Ciurea |

## Clasament și statistici
Ediția a 46-a a Trofeului Carpați pentru senioare a fost câștigată de reprezentativa „România A”, care a terminat pe primul loc cu 5 puncte. Tot cu 5 puncte a terminat și Germania, însă cu un golaveraj inferior.
| Echipa    | M | V | E | Î | GM | GP | G   | Pct |
| --------- | - | - | - | - | -- | -- | --- | --- |
| România A | 3 | 2 | 1 | 0 | 88 | 72 | +16 | 5   |
| Germania  | 3 | 2 | 1 | 0 | 80 | 72 | +8  | 5   |
| Spania    | 3 | 0 | 1 | 2 | 71 | 82 | −11 | 1   |
| România B | 3 | 0 | 1 | 2 | 75 | 88 | −13 | 1   |

### Clasamentul final
|   | România A |
|   | Germania  |
|   | Spania    |
| 4 | România B |

| \| Poz. \| Nume \| Echipă \| Goluri \| \| ---- \| ------------------- \| -------- \| ------ \| \| 1 \| Nadja Nadgornaja \| Germania \| 21 \| \| 2 \| Alexandrina Barbosa \| Spania \| 18 \| \| 2 \| Adriana Țăcălie \| România \| 18 \| \| 4 \| Carmen Martín \| Spania \| 17 \| \| 5 \| Eliza Buceschi \| România \| 16 \| \| 6 \| Alina Horjea \| România \| 14 \| \| 7 \| Melinda Geiger \| România \| 13 \| \| 8 \| Nicoleta Dincă \| România \| 11 \| \| 9 \| Marlene Zapf \| Germania \| 10 \| \| 9 \| Luciana Marin \| România \| 10 \| | - Cea mai bună jucătoare: Alexandrina Barbosa (ESP) - Cea mai bună marcatoare: Nadja Nadgornaja (GER) - Cel mai bun portar: Silvia Navarro (ESP) |          |        |
| Poz. | Nume | Echipă   | Goluri |
| 1 | Nadja Nadgornaja | Germania | 21     |
| 2 | Alexandrina Barbosa | Spania   | 18     |
| 2 | Adriana Țăcălie | România  | 18     |
| 4 | Carmen Martín | Spania   | 17     |
| 5 | Eliza Buceschi | România  | 16     |
| 6 | Alina Horjea | România  | 14     |
| 7 | Melinda Geiger | România  | 13     |
| 8 | Nicoleta Dincă | România  | 11     |
| 9 | Marlene Zapf | Germania | 10     |
| 9 | Luciana Marin | România  | 10     |